# Ciclón subtropical Arani
El ciclón subtropical Arani fue un ciclón subtropical activo entre el 14 y el 18 de marzo de 2011 en el Oeste del océano Atlántico sur. Arani fue el noveno sistema ciclónico con características tropicales registrado en la historia meteorológica de ese sector atlántico, la cuarta tormenta subtropical, el tercer sistema que recibió nombre y la primera tormenta nombrada oficialmente por un organismo meteorológico estatal.

## Historia meteorológica

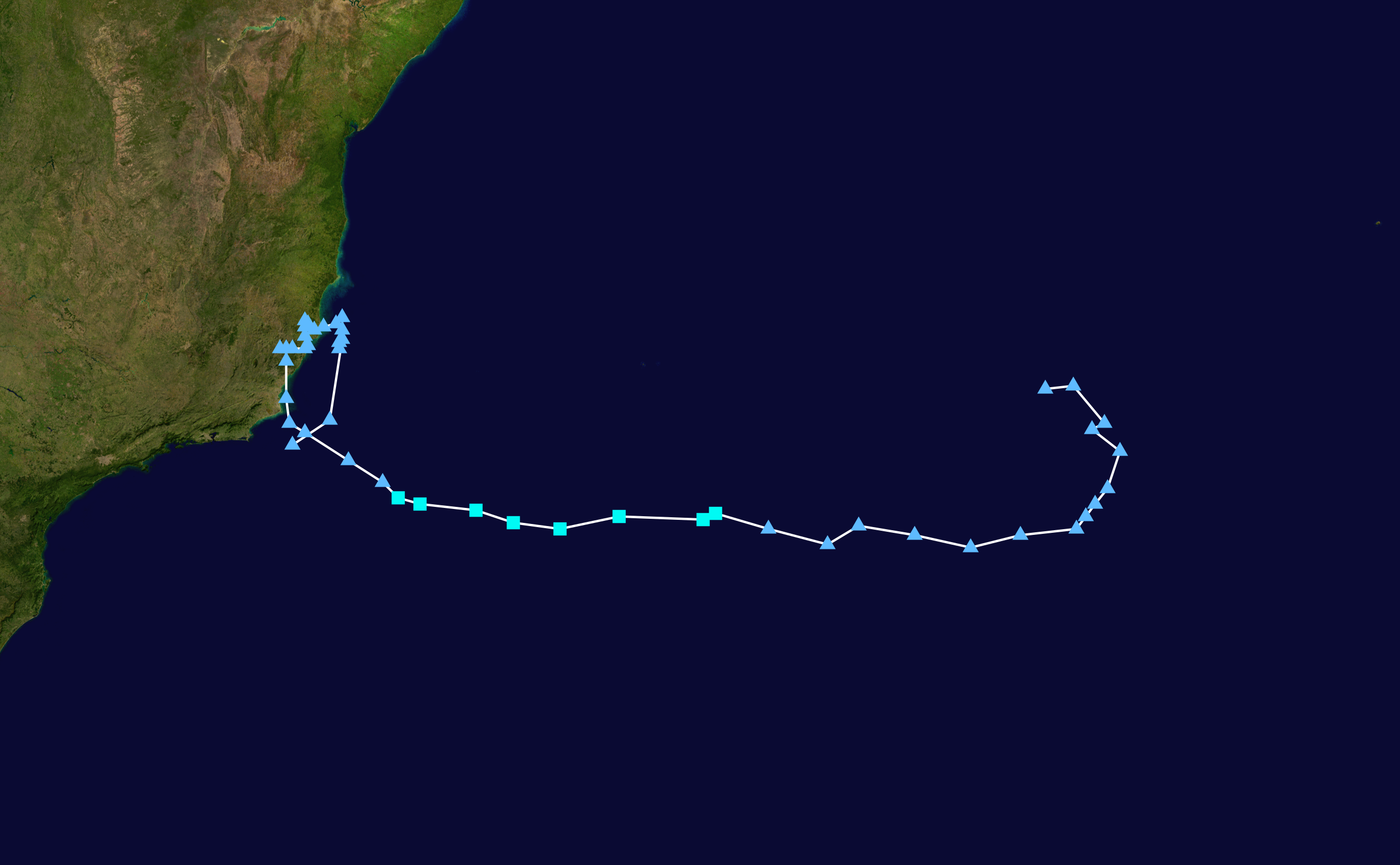
Recorrido de Arani.

En la madrugada del 14 de marzo de 2011, el Centro Hidrográfico de la Marina (Brasil), en coordinación con el Instituto Nacional de Meteorología (ídem), comenzó el monitoreo de un área de convección  en cerca de las costas de Brasil. Horas más tarde se formó un área de baja presión al este de Vitória, estado de Espírito Santo, y para el mediodía se ubicaba 140 km al este de Campos dos Goytacazes.
El sistema se movía lentamente hacia el Sureste sobre aguas cálidas empujado por una vaguada y una débil dorsal que se ubicaba al Norte del sistema, intensificándose a categoría de tormenta subtropical, con vientos que alcanzaban los 110 km/h. El Centro Hidrográfico de la Marina de Brasil designó al sistema con el nombre de Arani, por primera vez de forma oficial luego del bautizo extraoficial del Huracán Catarina de 2004 y la Tormenta tropical Anita de 2010, en un sector del océano Atlántico donde se consideran raros los sistemas tropicales. La tormenta fue clasificada como subtropical por ubicarse su convección al Este del centro de rotación.El 16 de marzo Arani comenzó a experimentar una fuerte cizalladura de 25 kn (46 km/h) procedente de otro sistema frontal.

## Impacto, clasificación y récords
Antes de desarrollarse y ser clasificado como ciclón subtropical, Arani produjo lluvias torrenciales en partes del Sureste de Brasil, que provocaron deslizamientos de tierra e inundaciones repentinas. Se reportó daño de significación en el estado de Espírito Santo, aunque se desconocen detalles específicos. Además, el alto oleaje hizo que se emitieran advertencias marinas.